# Isoperla muir
Isoperla muir is een steenvlieg uit de familie Perlodidae. De wetenschappelijke naam van de soort is voor het eerst geldig gepubliceerd in 2004 door Szczytko & Stewart.